# Первенство России по шахматам среди юниоров и юниорок до 20 лет
Первенство РФ по шахматам среди юниоров и юниорок до 20 лет проводится с целью популяризации шахмат среди юношей и девушек России старшего возраста, выявления сильнейших юных шахматистов и определения участников Первенства мира и Высшей лиги Чемпионата России по шахматам. Общее руководство проведением соревнований осуществляет Российская шахматная федерация.
По итогам соревнования чемпионы получают право играть на Первенстве мира и в Высшей лиге Чемпионата России по шахматам.

## Победители Первенств РФ по шахматам среди юниоров и юниорок до 20 лет
| Год проведения | Место проведения | Призёры                                                                            | Призёрки                                                                            |
| -------------- | ---------------- | ---------------------------------------------------------------------------------- | ----------------------------------------------------------------------------------- |
| 2002           | Владимир         | Эрнесто Инаркиев 9½ из 11, Александр Рязанцев 7½ из 11, Сергей Григорьянц 7½ из 11 | Эльмира Хасанова 8½ из 11, Мария Фоминых 7½ из 11, Евгения Овод 7 из 11             |
| 2003           | Ессентуки        | Виталий Бачин 7½ из 11, Александр Евдокимов 7½ из 11, Игорь Курносов 7 из 11       | Екатерина Корбут 8½ из 11, Наталья Погонина 8½ из 11, Екатерина Убиенных 7 из 11    |
| 2004           | Самара           | Артём Ильин 8 из 11, Владимир Добров 8 из 11, Павел Малетин 7½ из 11               | Екатерина Корбут 9 из 11, Наталья Погонина 9 из 11, Валентина Гунина 8½ из 11       |
| 2005           | Ноябрьск         | Артём Тимофеев 8½ из 11, Евгений Алексеев 8 из 11, Александр Рязанцев 6½ из 11     | Наталья Погонина 8½ из 11, Марина Гусева 8 из 11, Ирина Василевич 8 из 11           |
| 2006           | Чебоксары        | Борис Грачёв 7 из 11, Никита Витюгов 7 из 11, Евгений Томашевский 6½ из 11         | Елена Таирова 8 из 11, Баира Кованова 7 из 11, Валентина Гунина 7 из 11             |
| 2007           | Санкт-Петербург  | Иван Попов 7½ из 11, Никита Витюгов 7 из 11, Игорь Лысый 6½ из 11                  | Вера Небольсина 7½ из 11, Валентина Гунина 7½ из 11, Татевик Айрапетян 7½ из 11     |
| 2008           | Санкт-Петербург  | Санан Сюгиров 8 из 11, Николай Чадаев 8 из 11, Павел Понкратов 7½ из 11            | Анастасия Боднарук 8½ из 11, Валентина Гунина 7 из 11, Светлана Василькова 6½ из 11 |
| 2009           | Сочи             | Дмитрий Андрейкин 7 из 10, Ян Непомнящий 6½ из 10, Иван Попов 6½ из 10             | Валентина Гунина 7½ из 10, Елена Таирова 7 из 10, Зоя Северюхина 6 из 10            |
| 2010           | Сочи             | Дмитрий Андрейкин 6½ из 10, Ян Непомнящий 6 из 10, Ильдар Хайруллин 5½ из 10       | Ольга Гиря 6½ из 10, Алина Кашлинская 5½ из 10, Дарья Пустовойтова 5 из 10          |
| 2011           | Санкт-Петербург  | Максим Матлаков 7 из 10, Александр Шиманов 7 из 10, Владимир Белоус 4½ из 10       | Анастасия Савина 7 из 10, Анастасия Боднарук 6 из 10, Алина Кашлинская 6 из 10      |
| 2012           | Лоо              | Александр Шиманов 6½ из 9, Владимир Белоус 5½ из 9, Владислав Ноздрачёв 5 из 9     | Анастасия Боднарук 7 из 8, Анастасия Савина 5 из 8, Александра Горячкина 5 из 8     |
| 2013           | Лоо              | Владислав Артемьев 6 из 9, Андрей Стукопин 5½ из 9, Иван Букавшин 5½ из 9          | Алина Кашлинская 5 из 8, Дарья Пустовойтова 4½ из 8, Дина Беленькая 4½ из 8         |
| 2014           | Лоо              | Григорий Опарин 6 из 8, Иван Букавшин 5½ из 8, Александр Предке 4½ из 8            | Дарья Пустовойтова 7 из 9, Татьяна Хличкова 7 из 9, Анна Стяжкина 5½ из 9           |
| 2015           | Лоо              | Иван Букавшин 6 из 9, Дмитрий Гордиевский 5½ из 9, Максим Чигаев 5½ из 9           | Алина Бивол 7 из 9, Александра Макаренко 6 из 9, Мария Северина 6 из 9              |
| 2016           | Лоо              | Кирилл Алексеенко 6 из 9, Юрий Елисеев 6 из 9, Савелий Голубов 5½ из 9             | Динара Дорджиева 7½ из 9, Алина Бивол 6 из 9, Анна Стяжкина 6 из 9                  |
| 2017           | Лоо              | Алексей Сорокин 6½ из 9, Андрей Есипенко 6 из 9, Давид Паравян 6 из 9              | Полина Шувалова 7 из 9, Александра Оболенцева 6 из 9, Анна Стяжкина 5½ из 9         |
| 2018           | Лоо              | Семён Ломасов 6 из 9, Алексей Сарана 5½ из 9, Сергей Лобанов 5½ из 9               | Маргарита Потапова 6½ из 9, Дарья Хохлова 6 из 9, Александра Оболенцева 6 из 9      |
| 2019           | Лоо              | Сергей Дрыгалов 6½ из 9, Семен Ханин 6 из 9, Андрей Дрыгалов 6 из 9                | Маргарита Потапова 6½ из 9, Маргарита Лысенко 6 из 9, Екатерина Дьяконова 6 из 9    |
|                |                  |                                                                                    |                                                                                     |